# Angéline de Marsciano
Pour les articles homonymes, voir Angeline (homonymie).
Angéline de Marsciano (Angelina di Marsciano en italien), appelée aussi Angéline de Corbara (née en 1357 à Montegiove, une frazione de la commune de Montegabbione, dans la province de Terni, en Ombrie et morte le 14 juillet 1435 à Foligno) est une religieuse italienne, bienheureuse fondatrice des Franciscaines de la bienheureuse Angéline.

## Résumé biographique
Angéline de Marsciano eut des grâces mystiques dès son plus jeune âge, dont des apparitions de la Vierge Marie. Elle se maria avec un homme fortuné et noble, qui mourut quelques années plus tard, prématurément. Puis, elle découvrit le monde des Franciscains et se convertit. Après avoir vu des apparitions de saint François d'Assise, Angéline entra dans le Tiers-Ordre franciscain.
Plus tard, elle fonda un nouveau mouvement du Tiers-Ordre de saint François, celui des Tertiaires franciscaines régulières. Des centaines de couvents furent construits par son ordre. L'Église catholique la nomma supérieure générale de sa fondation.
Béatifiée par l'Église, Angéline de Marsciano est fêtée liturgiquement le 14 juillet comme bienheureuse.